# الحجلة (جحانة)

تعديل مصدري - تعديل

الحجلة هي إحدى قرى عزلة مسور بمديرية جحانة التابعة لمحافظة صنعاء، بلغ تعداد سكانها 2046 نسمة حسب تعداد اليمن لعام 2004.